# Potrzebie
Potrzebie er et polsk ord populariseret på grund af dets goddag mand økseskaft-sammenhæng som et running gag i de tidlige numre af Mad ikke lang tid efter bladet udkom i 1952. Ordet udtales |pɔtˈʂɛbʲe| på polsk, og det er en bøjning af navneordet "potrzeba" (som betyder "behov"), men på engelsk bliver det omtalt |ˈpɒtərzɛbi| eller |/ˈpɒtrəziːbi|. Dets østeuropæiske udtale var et perfekt udtryk til magasinets New York-jødiske stil.